# Stanisław Miłaszewski
Stanisław Miłaszewski (ur. 28 kwietnia 1886 w Warszawie, zm. 10 sierpnia 1944 tamże) – polski dramatopisarz, publicysta, poeta i tłumacz, senator II RP, urzędnik Wydziału Teatru w Ministerstwie Sztuki i Kultury w 1919 roku.

## Życiorys
Urodził się w rodzinie Józefata i Cecylii z Żurkowskich. Ukończył szkołę realną Dmochowskiego w Warszawie. Studiował na uniwersytecie w Liège, Monachium, Rzymie i Paryżu, oraz filologię polską na Uniwersytecie Jagiellońskim i Uniwersytecie Lwowskim. Ochotniczo wstąpił do armii gen. Józefa Hallera. W latach 1914–1923 był recenzentem literackim „Gazety Warszawskiej”, „Tygodnika Ilustrowanego” i „Dziennika Powszechnego”, w latach 1921–1923 redaktorem wydawnictwa „Książki Ciekawe”. Pracował jako referent teatralny Ministerstwa Kultury i Sztuki (1918–1923). Był delegatem na zjazd Związku Zawodowego Literatów Polskich 4 lutego 1922 w Warszawie. W latach 1923–1924 pełnił funkcję kierownika literackiego Warszawskich Teatrów Miejskich, a w 1924–1926 w Teatrze Narodowym. Wspierał tworzenie Miejskiej Szkoły Dramatycznej. 
Od 23 czerwca 1914 jego żoną była pisarka Wanda Miłaszewska.
Podczas okupacji hitlerowskiej działał w konspiracyjnym życiu literackim i artystycznym pod pseudonimem „Narcyz Kwiatek”. Zginął wraz z żoną podczas powstania warszawskiego pod gruzami walącego się domu. Oboje zostali pochowani na Cmentarzu Wojskowym na Powązkach (kwatera A 25-13-15).

## Odznaczenia
- Złoty Wawrzyn Akademicki (5 listopada 1935)[6]

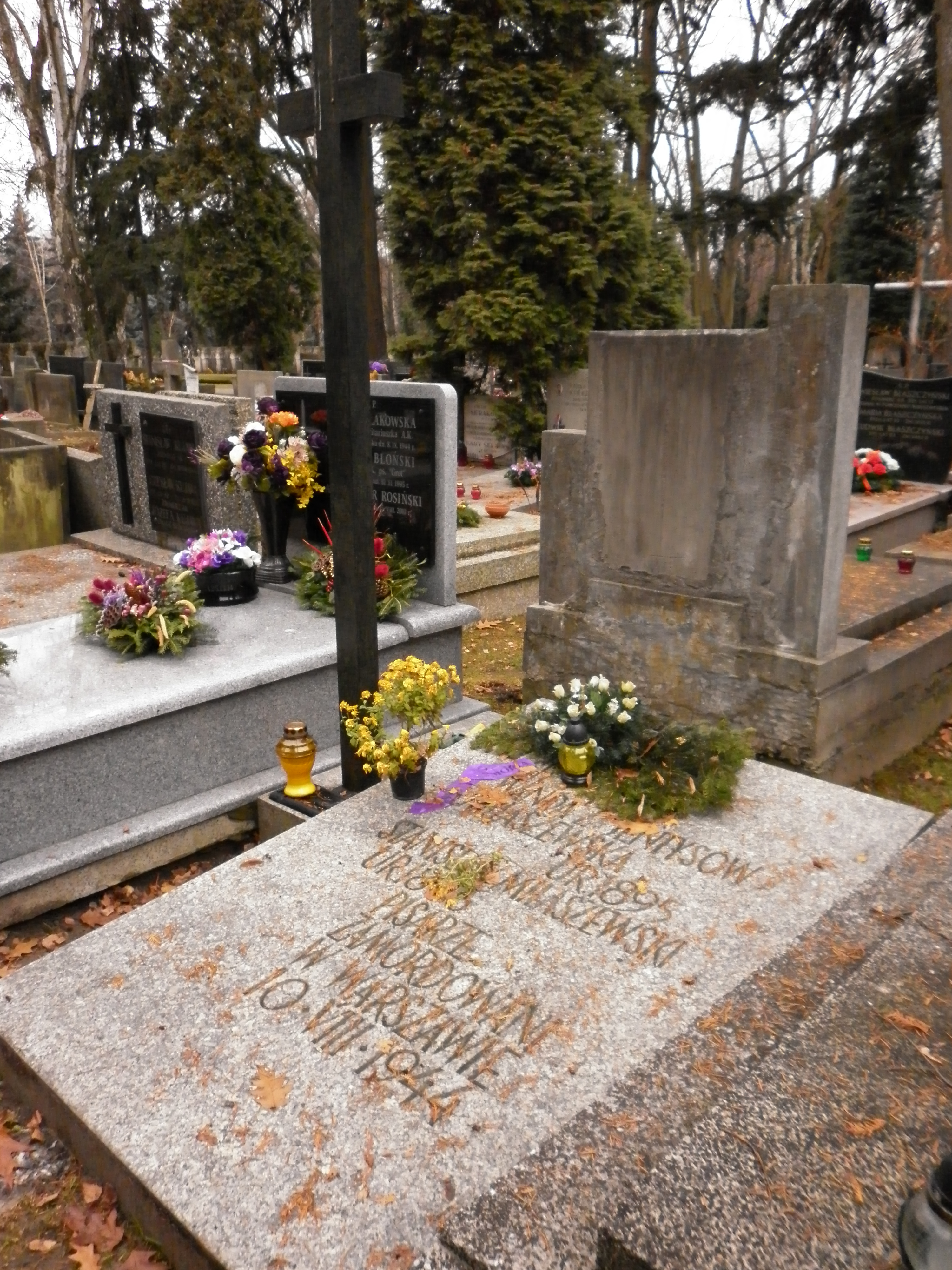
Grób Wandy i Stanisława Miłaszewskich na Cmentarzu Wojskowym na Powązkach

## Publikacje
- „Gest wewnętrzny” (1911) – poezja
- „Farys” (1927) – dramat
- „Don Kiszot” (1928) – dramat
- „Piękne Polki” (1931)
- „Bunt Absalona” (1937) – dramat
- „Antologia poezji współczesnej” (współautor: Jan Janiczek, 1941)
- „Wspominamy” (współautorka: Wanda Miłaszewska, 1939) – wspomnienia

## Niektóre tłumaczenia
- „Don Juan Tenorio” Zorilli
- „Pieśń o Polsce” Claudela
- „Maria Stuart” Schillera